# Dactylocalycidae
Dactylocalycidae is een familie van sponsdieren uit de klasse van de Hexactinellida. 

## Geslachten
- Dactylocalyx Stutchbury, 1841
- Iphiteon Bowerbank, 1869